# Tucetona diomedea
Tucetona diomedea is een tweekleppigensoort uit de familie van de Glycymerididae. De wetenschappelijke naam van de soort is voor het eerst geldig gepubliceerd in 1938 door Dall, Bartsch & Rehder.